# Breyten Breytenbach
Breyten Breytenbach (16. září 1939, Bonnievale – 24. listopadu 2024 Paříž) byl jihoafricko-francouzský básník. Verše publikoval v afrikánštině a angličtině.
Jeho předci byli mezi prvními bílými osadníky v Jižní Africe, usadili se zde v 17. století. Studoval anglojazyčnou univerzitu v Kapském Městě, ale studia nedokončil a začal cestovat po Evropě. Nejvíce času strávil v Paříži, kde žil od roku 1961 trvale. Právě tam v roce 1964 napsal svou první básnickou sbírku v afrikánštině (Die ysterkoei moet sweet). Jeho knihy měly v JAR dobrý ohlas, byl i oceněn, ale ceny si nemohl přijet převzít, protože chtěl přijet i se svou vietnamskou manželkou, což odporovalo rasovým zákonům. V roce 1973 se ale nakonec do JAR vrátil. Za kritiku apartheidu (rasové segregace) byl však zatčen (oficiálním zdůvodněním bylo obvinění z terorismu) a v letech 1975–82 byl vězněn. I ve vězení psal poezii. Po propuštění se vrátil do Francie, kde nakonec získal i francouzské občanství. Bestsellerem se stala jeho kniha The True Confessions of an Albino Terrorist, již vydal roku 1984 a v níž popisoval svou zkušenost se zatčením a vězněním.